# Königreich Bosnien
Das Königreich Bosnien (bosnisch Bosansko kraljevstvo/Kraljevina Bosna/Босанско краљевство/Краљевина Босна) war ein kurzlebiges südslawisches Königreich des 14. und 15. Jahrhunderts auf dem Balkan. Es umfasste nur Teile des Territoriums des heutigen Bosnien und Herzegowina, in seiner größten Ausdehnung jedoch auch Flächen der heutigen Nachbarstaaten. Sowohl seine Entstehung als auch seine knapp 80-jährige Existenz war von kriegerischen Auseinandersetzungen, nahezu ständigen territorialen Veränderungen und wechselnden Allianzen geprägt. Das Reich ging im Zuge der osmanischen Eroberung der Region unter.

## Vorgeschichte
Das Königreich Bosnien ging aus dem Banat Bosnien hervor, das ab der Mitte des 12. Jahrhunderts als gefestigtes Territorium zu fassen ist. Spätestens in der Zeit kurz vor 1250 setzte sich das Fürstenhaus Kotromanić in der Rolle der Herrscher des Banats Bosnien fest, das von da an auch als „Großbanat“ bezeichnet wird. Bereits in der Zeit des Banats war die bosnische Politik im Wesentlichen durch wechselnde Bündnisse und Annäherungen an verschiedene, mächtigere Nachbarstaaten geprägt, namentlich Byzanz, Ungarn und Serbien.
1353 folgte Stjepan Tvrtko Kotromanić als 15-Jähriger seinem Onkel Stjepan II. Kotromanić als Großban von Bosnien nach, wobei zunächst Tvrtkos Vater Vladislav als Regent wirkte, im folgenden Jahr aber bereits starb. Möglicherweise steht die Erhebung zum Ban im engen Zusammenhang mit der im gleichen Jahr erfolgten Verheiratung von Tvrtkos Cousine Elisabeth von Bosnien an Ludwig I. von Ungarn, den dominierenden Herrscher der Region. Elisabeth soll Tvrtko zeitlebens sehr nahegestanden haben.
Bereits unter Stjepan II. Kotromanić hatte sich Bosnien eng an Ungarn angelehnt und gegen das im Niedergang befindliche Serbien gestellt. In den folgenden Jahren erhielt Tvrtko weitere Territorien von Ludwig zugesprochen. Bald jedoch verschlechterte sich das Verhältnis zwischen beiden, insbesondere, weil Tvrtko die Heerfolge im ungarisch-venezianischen Krieg (1356–1358) verweigerte. 1363 folgte ein offener Krieg zwischen Ludwig und Tvrtko, der aus ungarischer Sicht mit dem angeblichen Schutz des bosnischen Bans für die als häretisch angesehene Glaubensgemeinschaft der Bogomilen begründet wurde. Nachdem er siegreich geblieben war, sagte sich Tvrtko von Ungarn los und nahm den Titel „von Gottes Gnaden Ban ganz Bosniens“ an. Dies löste einen Adelsaufstand aus, der Tvrtko 1366 zur Flucht nach Ungarn trieb, wo er sich Ludwig unterwarf. Mit ungarischer Hilfe schlug er den Aufstand nieder, entmachtete seinen Bruder Vuk, der inzwischen zum Alleinherrscher geworden war, und wurde von Ludwig schließlich erneut zum Ban ernannt.
Es folgten Jahre der inneren Kämpfe, vor allem aber von Gebietseroberungen zu Lasten Serbiens. Zu diesem Zweck schloss Tvrtko 1372 ein Bündnis mit dem serbischen Fürsten Lazar Hrebeljanović. Gemeinsam besiegten sie den wohl bedeutendsten serbischen Adeligen dieser Zeit, Nikola Altomanović, und teilten fast dessen gesamtes Territorium unter sich auf. 1377 eignete sich Tvrtko auch die Küstenregionen aus dem vormaligen Herrschaftsgebiets Altomanovićs an, die zwischenzeitlich an den Fürsten Đurađ I. Balšić von Zeta gefallen waren.

## Etablierung des Königtums
Auf diese Gebiete, die zuvor niemals unter ungarischer Herrschaft gestanden hatten, und auf die zunehmende innere Befriedung seines Territoriums stützte sich Tvrtko bei seinem erneuten Versuch, sich von Ungarn unabhängig zu machen:
Die feierliche Krönung des christlichen Stefan Tvrtko fand am 26. Oktober 1377 statt. Als Krönungsort galt traditionell das Kloster Mileševa, welches erst kurz zuvor in den bosnischen Herrschaftsbereich gelangt war. Bereits in der ersten Hälfte des 20. Jahrhunderts, insbesondere jedoch nach archäologischen Entdeckungen durch Pavao Anđelić in den 1960er Jahren wurde der Ort in Frage gestellt. Seither wird stattdessen auch das zentralbosnische Mile (heute Arnautovići) bei Visoko als Krönungsort vermutet.
Tvrtko übernahm die serbischen Hofämter und Titel und vergab sie an bosnische Adelige. Seine machtpolitischen Interessen richteten sich jedoch hauptsächlich nach Westen. Die bedeutendsten serbischen Fürsten Lazar Hrebeljanović und Vuk Branković erkannten Tvrtkos Königtum an. Ludwig I. akzeptierte zwar die Krönung als König der Serben, betonte aber, dass Tvrtko in Bosnien lediglich Ban sei. Nach dem Tod Ludwigs 1382 wurde Tvrtko jedoch allgemein als bosnischer König angesprochen.
Die Zeit von 1378 bis 1381 war geprägt von Auseinandersetzungen in Dalmatien, die sich insbesondere um die Autonomiebemühungen der Hafenstädte Ragusa und Kotor entfalteten. 1382 ließ Tvrtko die heutige Stadt Herceg Novi als Hafen anlegen, um einen eigenen Seezugang zu erhalten und Kotor sowie Ragusa zu schädigen. Bald darauf kam es aber zu einer Beilegung der Konflikte. Versuche, mit venezianischer Hilfe eine Flotte aufzubauen, erzielten nur geringe Erfolge.
Nach dem Tod Ludwigs I. 1382 erhielt Tvrtko die Vormundschaft über seine Cousine Elisabeth und deren Töchter. Die folgenden Verstrickungen in innere ungarische Konflikte führten 1385 zur Erwerbung der Orte Livno, Duvno und Glamoč sowie der Stadt Kotor.
1388 brach erneut Krieg gegen den neuen ungarischen König Sigismund aus, den Tvrtko für die Ermordung Elisabeths verantwortlich machte. Während sich diese Kämpfe in Dalmatien abspielten, kam es zum ersten Angriff der Osmanen auf Bosnien, den der König am 27. August 1388 in der Schlacht bei Bileća zurückschlug. An der Schlacht auf dem Amselfeld im folgenden Jahr waren unter dem Heerführer Vlatko Vuković auch bosnische Truppen auf serbischer Seite beteiligt. In der Folge verlor Tvrtko seine serbischen Besitzungen an das Osmanische Reich. 1390 eroberte der bosnische König jedoch ganz Dalmatien bis auf die Stadt Zadar von den Ungarn. Auf dem Höhepunkt seiner Macht trug Tvrtko den Titel des Königs von Bosnien, Serbien, Kroatien, Zahumlje, Usora, Soli, Dalmatien und Donji Kraji.

## Religion
Die Bevölkerung war unter der Bosnischen, der Orthodoxen und der Römisch-katholischen Kirche aufgeteilt. Die Adelsfamilien, wie zum Beispiel die Kosača, wechselten über die Zeit zwischen den drei Konfessionen. Seit Ban Stjepan II. Kotromanić waren die bosnischen Herrscher fast durchweg römisch-katholischer Konfession. Nach der osmanischen Eroberung im Jahr 1463 konvertierte ein großer Teil der Bosnier zum Islam.

## Niedergang des Reichs
Nach Tvrtkos Tod am 10. März 1391 wurde sein Neffe Stjepan Dabiša Nachfolger, da Tvrtkos gleichnamiger Sohn noch unmündig war. Stjepan gelang es im Folgejahr, einen osmanischen Angriff abzuwehren und 1394 Frieden mit Ungarn zu schließen. Allerdings musste er dabei sämtliche Gebietsgewinne in Dalmatien zurückgeben und auf Ansprüche in Kroatien verzichten. Nach Stjepans Tod 1395 übernahm dessen Frau Jelena Gruba gegen den Widerstand Ungarns den Königstitel. Sie stützte sich stark auf den bosnischen Adel, worauf ein Großteil des Territoriums der königlichen Kontrolle entglitt. 1398 ging der Königstitel an Stjepan Ostoja, einen Bruder Tvrtkos I. In den Jahren 1404 bis 1409 und 1421 bis 1443 hatte Tvrtkos I. Sohn Tvrtko II. den Königstitel inne. 1436 wurde Bosnien dem Osmanischen Reich tributpflichtig. Zu Beginn des 15. Jahrhunderts sagte sich die Herzegowina unter Großvojvode Stjepan Vukčić Kosača vom Königreich los.
Stjepan Ostojas unehelicher Sohn Stjepan Tomaš herrschte von 1443 bis 1461 als König von Bosnien. Er schloss sich wieder enger an Ungarn an und verfolgte die Bogomilen entschieden. 1446 erreichte er, dass sich Kosača mit der Herzegowina wieder dem Königreich anschloss. Nach dem Tod des ungarischen Reichsverwesers Johann Hunyadi 1456 erhielt das Königreich Bosnien jedoch kaum noch ungarische Unterstützung gegen die immer stärkere osmanische Macht. Stjepan Tomaš sicherte nach dem Tod des serbischen Despoten Lazar Branković 1458 Srebrenica und mehrere weitere Städte kurzzeitig für Bosnien. Stjepan Tomaš' Sohn Stjepan Tomašević wurde 1459 durch Hochzeit für wenige Monate Despot von Serbien, floh dann aber vor den Osmanen, die ganz Serbien eroberten, nach Bosnien und übernahm dort 1461 den Königsthron von seinem kurz zuvor verstorbenen Vater. Trotz entsprechender Bitten bei den europäischen Mächten erhielt Stjepan Tomašević kaum militärische Unterstützung, und die Osmanen eroberten 1463 Bosnien innerhalb weniger Monate. Der König wurde in Kljuc gefangen genommen, nach Jajce gebracht und auf dem bis heute so genannten „Zarenfeld“ enthauptet. Damit endete das bosnische Königtum.
Stjepan Vukčić Kosača und seine Söhne hielten sich in der Herzegowina noch bis 1483. Das zuvor bosnische Banat Jajce im Nordwesten des Königreichs schloss sich Ungarn an und wurde 1528 von den Osmanen erobert.

## Titel der bosnischen Herrscher
Tvrtko I. bezeichnete sich 1356 als Ban des „ganzen Bosniens und des ganzen Usora und Soli“ (čitave Bosne i čitave Usore i Soli). Nach der Ausrufung des bosnischen Königreichs ging Soli abgetrennt von Usora in den Titel der Herrscher ein. Sie lautete: Kralj Srbljem, Bosni, Primorju, Hlmsci Zemli, Zapadnim Stranam, Dolnim Krajem, Usori, Soli, Podrinju i k tomu.

## Liste der Herrscher Bosniens

### Bane
- Borić (Boricius, Bogir)
- Kulin
- Stjepan Kulinić
- Matej Ninoslav
- Prijezda I. Kotromanić
- Prijezda II. Kotromanić / Stjepan I. Kotroman
- Stjepan II. Kotromanić / Vladislav
- Stjepan Tvrtko I. Kotromanić

### Könige aus der Dynastie der Kotromanić
- Stjepan Tvrtko I., 1377–1391
- Stjepan Dabiša, 1391–1395
- Jelena Gruba, 1395–1398
- Stjepan Ostoja, 1398–1404
- Stjepan Tvrtko II., 1404–1408
- Stjepan Ostoja, 1409–1418
- Stjepan Ostojić, 1419–1421
- Stjepan Tvrtko II., 1421–1443
- Stjepan Tomaš, 1444–1461
- Stjepan Tomašević, 1461–1463[7]